# Guillaume IV (roi du Royaume-Uni)
Pour les articles homonymes, voir Guillaume IV.
Guillaume IV (William IV en anglais), né William Henry le 21 août 1765 au palais de Buckingham (Londres) et mort le 20 juin 1837 au château de Windsor (Berkshire), comte de Munster et duc de Clarence et de St-Andrews en 1789, est roi du Royaume-Uni de Grande-Bretagne et d'Irlande et de Hanovre du 26 juin 1830 jusqu'à sa mort.
Ayant servi dans la Royal Navy dans sa jeunesse, son peuple lui donne le surnom de Sailor King (« roi marin »). Bien que stationné en Amérique du Nord et dans les Caraïbes, il ne prend pas part aux combats. Ses deux frères aînés étant morts sans héritiers, il accède au trône à l'âge de 64 ans. Son règne est marqué par de nombreuses réformes politiques et sociales : les Poor Laws sont actualisées, le travail des enfants est encadré, l'esclavage est aboli dans presque tout l'Empire britannique et le Reform Act 1832 révise le système électoral britannique. Si Guillaume IV s'implique moins dans la politique que son frère ou son père, il est le dernier monarque à nommer un Premier ministre contre la volonté du Parlement. À travers son frère, vice-roi du Hanovre, il offre à ce royaume une constitution libérale, mais qui ne dure guère après la fin de l'union personnelle en 1837.
À sa mort, il n'a aucun enfant survivant avec son épouse, Adélaïde de Saxe-Meiningen ; néanmoins, l'actrice Dorothea Jordan, avec qui il a été en relation pendant vingt ans, lui a donné dix enfants illégitimes dont huit sont en vie en 1837. Au Royaume-Uni, sa nièce Victoria lui succède, tandis que son frère Ernest-Auguste hérite du trône hanovrien en raison de la loi salique qui exclut les femmes de la succession de Hanovre.

## Jeunesse

### Naissance et famille

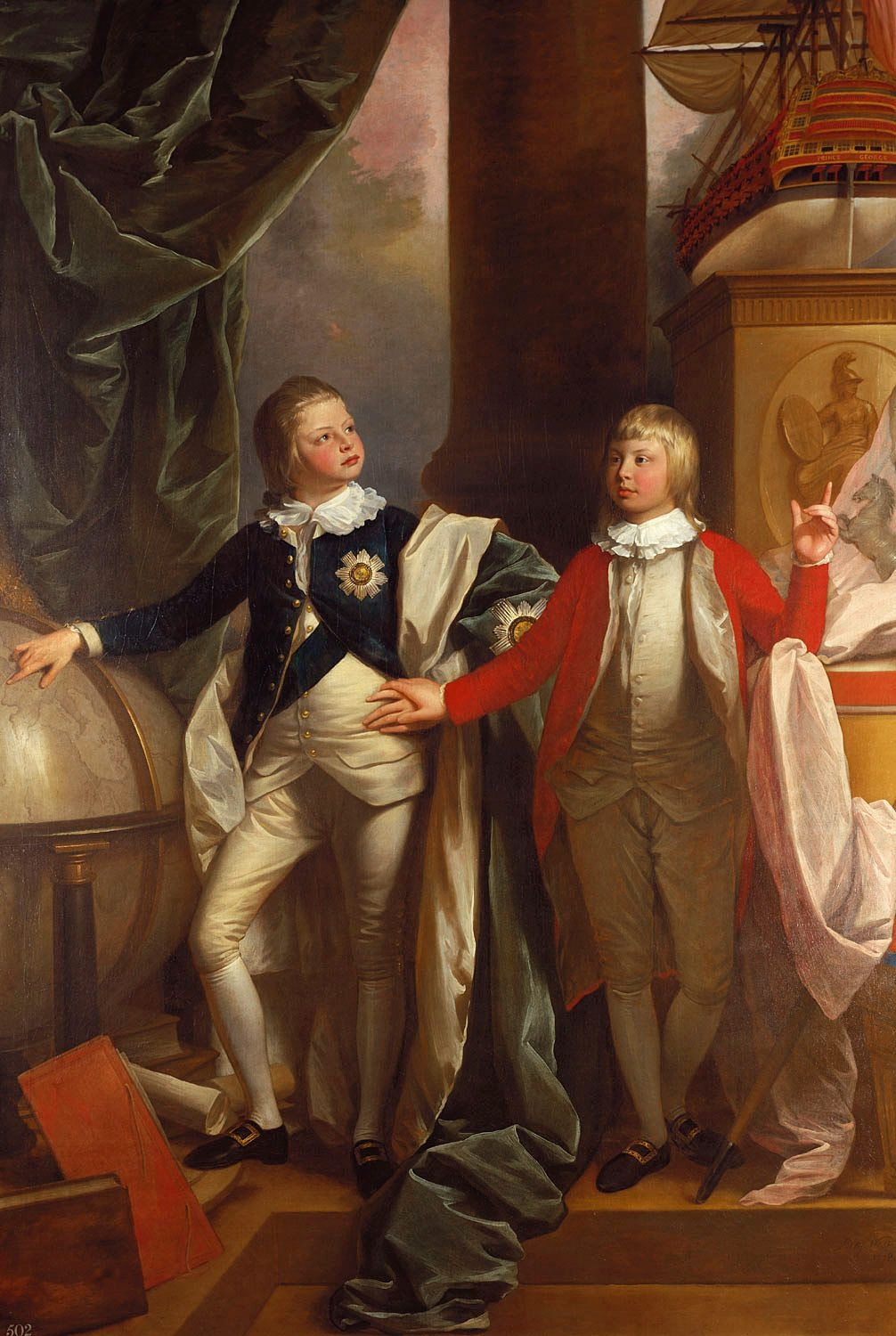
Le prince Guillaume (à droite) avec son jeune frère Édouard en 1778.

Guillaume est né le 21 août 1765 au palais de Buckingham ; il est le troisième fils du roi George III et de la reine Charlotte. Il a deux frères aînés, George et Frederick, et il n'est donc pas destiné à monter sur le trône. Il est baptisé dans la Grande Chambre du Conseil du palais St. James le 20 septembre 1765. Ses parrains sont ses oncles paternels, le duc de Gloucester et le prince Henri (plus tard duc de Cumberland) et sa tante paternelle, la princesse Augusta alors duchesse de Brunswick-Wolfenbüttel.

### Enfance et éducation
Il passe la plus grande partie de sa jeunesse à Richmond à Londres et au palais de Kew où il est éduqué par des tuteurs privés. À l'âge de treize ans, il entre dans la Royal Navy en tant que cadet et il participe à la bataille du cap Saint-Vincent en 1780,. Son service dans la marine ne semble pas avoir été très différent de celui des autres cadets même si un tuteur l'accompagne à bord et il est d'ailleurs arrêté avec d'autres marins après une rixe à Gibraltar (il est rapidement libéré après la connaissance de son identité). Il sert à New York durant la guerre d'indépendance des États-Unis. Alors qu'il est en Amérique, George Washington approuve un plan pour le capturer, il écrit « L'esprit audacieux présent dans votre projet de s'introduire dans leur logement et d'enlever le Prince Guillaume Henri et l'amiral Digby mérite des éloges ; et vous avez mon autorisation de le réaliser à toute manière et à chaque moment qui vous y semble apte… »,. Le plan n'est pas appliqué car les Britanniques prennent connaissance du complot et assignent des gardes à la protection du prince qui circulait alors sans escorte dans New York,.

### Premiers voyages dans la marine
Guillaume devient lieutenant en 1785 et capitaine de la frégate HMS Pegasus l'année suivante. À la fin de l'année 1786, il est stationné dans les Indes occidentales sous le commandement d'Horatio Nelson qui écrit de Guillaume, « dans son service, il est, j'en suis sûr, supérieur aux deux tiers des officiers ; et dans son attention aux ordres et dans son respect vis-à-vis de son officier supérieur, je ne lui connais aucun égal ». Les deux hommes sont de grands amis et ils déjeunent ensemble presque tous les soirs. Il reçoit le commandement de la frégate HMS Andromeda en 1788 et est promu au rang d'amiral responsable du HMS Valiant l'année suivante. Du fait de son service dans la marine, il est surnommé Sailor King (« le Roi Marin ») pendant son règne,.

### Entrée à la Chambre de lords
Guillaume cherche à devenir duc comme ses frères aînés et il reçoit un titre parlementaire similaire mais son père est réticent. Pour faire pression sur lui, Guillaume menace de briguer le siège de Totnes à la Chambre des communes. Inquiet de la perspective de voir son fils mettre ses demandes sous les yeux de l'électorat, George III l'élève aux rangs de duc de Clarence et de comte de Munster le 16 mai 1789 et il entre donc à la Chambre des lords ; il aurait déclaré « je sais bien que c'est un autre vote ajouté à l'opposition ». Bien qu'étant publiquement allié avec les Whigs et ses frères aînés (dont les conflits avec leur père étaient bien connus), le prince de Galles et le duc d'York, les positions de Guillaume sont ambivalentes, comme celles de nombreux politiciens de l'époque et il n'est donc pas attaché de manière certaine à un unique parti,.

## Entrée en politique

### Fin de service dans la Navy
Après son élévation à la pairie du Royaume-Uni, Guillaume cesse son service actif dans la Royal Navy en 1790. Lorsque le Royaume-Uni déclare la guerre à la France en 1793, Guillaume veut servir son pays mais il ne reçoit pas le commandement d'un navire, peut-être parce qu'il s'était cassé le bras après une chute alors qu'il était en état d'ivresse mais également parce qu'il fit un discours à la Chambre des lords s'opposant à la guerre. L'année suivante, il se prononce pour celle-ci et espérait recevoir un commandement après son changement d'opinion. L'Amirauté n'adresse pas de réponse. Il ne perd pas espoir d'obtenir un poste actif mais sa nomination au grade d'amiral en 1798 est purement symbolique. Malgré ses nombreuses demandes, il ne reçoit aucun commandement durant les guerres napoléoniennes. En 1811, il est nommé au grade honoraire d'amiral de la flotte. En 1813, il rend visite aux soldats britanniques déployés aux Pays-Bas. Alors qu'il observe le bombardement d'Anvers depuis le clocher d'une église, il est pris pour cible et une balle traverse son manteau.

### Actions et discours politiques
Au lieu de servir en mer, il reste à la Chambre des lords où il se prononce contre l'abolition de l'esclavage ; ce dernier est illégal au Royaume-Uni mais existe encore dans les colonies britanniques. Il avance que la liberté n'apporterait pas grand-chose aux esclaves et à ses yeux, les conditions de vie des habitants des Highlands écossais sont plus dures que celles des esclaves des Indes occidentales. Le fait qu'il se soit rendu dans les Caraïbes donne du sérieux à sa position qui est perçue comme juste et bien argumentée par certains de ses contemporains. D'autres considèrent qu'il était « choquant qu'un si jeune homme, sans conflit d'intérêts, soit si sincère dans la poursuite du commerce esclavagiste ». Dans un discours à la Chambre des lords, le duc insulte les abolitionnistes en déclarant que « les partisans de l'abolition sont soit des fanatiques, soit des hypocrites, et parmi eux je classe Monsieur Wilberforce ». Il est néanmoins plus libéral sur d'autres sujets et il est un partisan de la liberté de religion pour les chrétiens dissidents et en faveur de l'abolition d'une loi qui interdisait aux adultères la possibilité d'un remariage.

## Aventures et mariage

### Relation avec Dorothea Jordan

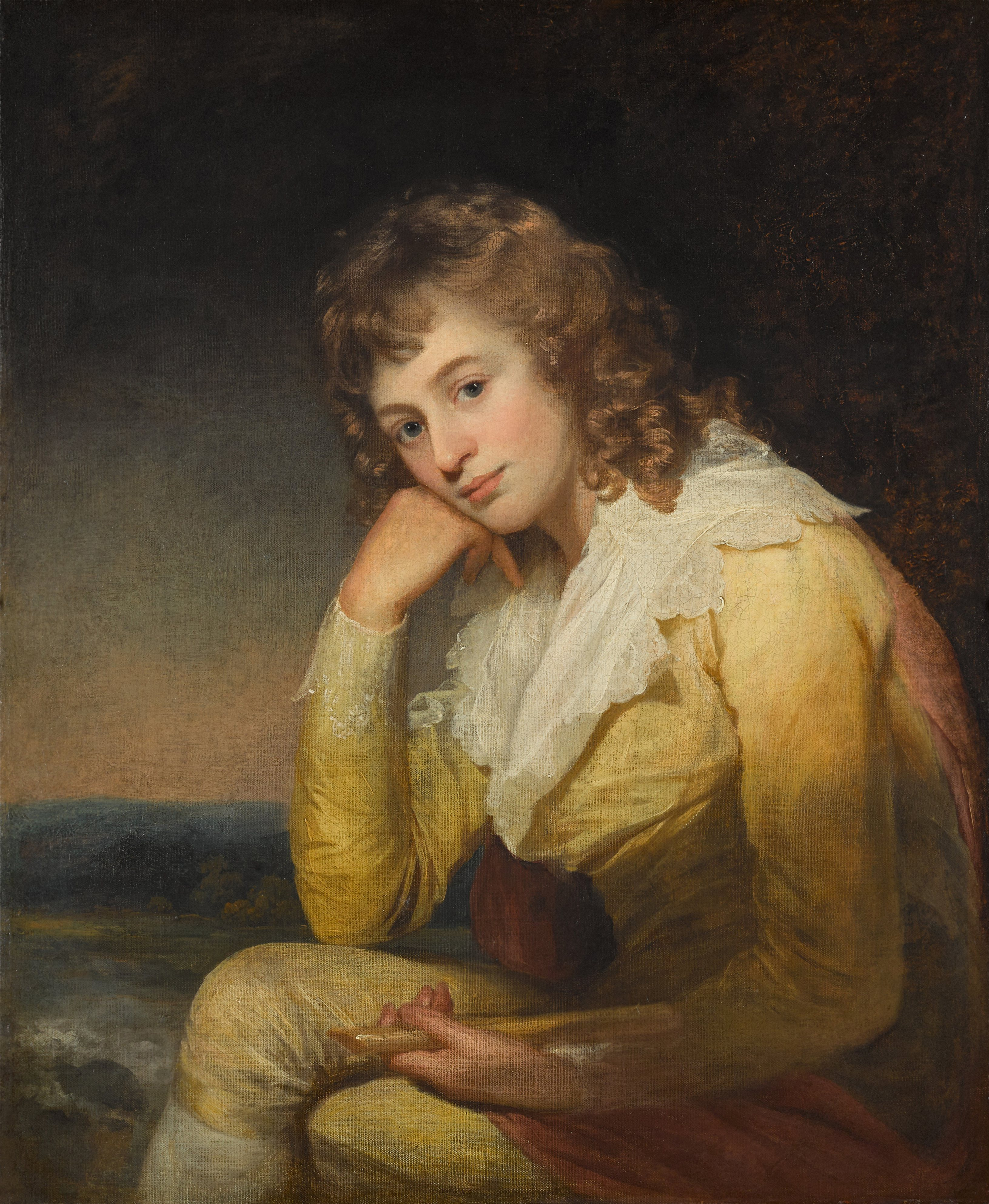
William Beechey, Dorothea Jordan dans le rôle de Rosalind de Comme il vous plaira (Shakespeare)

À partir de 1791, le duc de Clarence cohabite durant vingt ans avec une actrice irlandaise, Dorothea Jordan, mieux connue sous son nom de scène de Mme Jordan qu'elle a adopté au début de sa carrière pour expliquer une grossesse inconvenante. Guillaume atteint sa majorité après l'entrée en vigueur du Royal Marriages Act de 1772 qui interdisait aux descendants du roi George II de se marier avant leur 25e anniversaire sans le consentement du monarque. Plusieurs fils de George III, y compris Guillaume, choisissent de cohabiter avec la femme qu'ils aimaient plutôt que de chercher une épouse convenable. Après tout, les plus jeunes fils, dont Guillaume, ne sont pas destinés à monter sur le trône car la succession semblait assurée après le mariage du prince héritier et la naissance de sa fille, la princesse Charlotte.
Si Guillaume a eu des aventures dans sa jeunesse, il semble apprécier la vie de famille avec Mme Jordan. Le duc fait remarquer à un ami qu'elle est « une créature excellente, très bourgeoise et se préoccupant de ses enfants. Naturellement, elle peut être déraisonnable et elle est parfois d'un tempérament difficile, mais on trouve ces imperfections dans presque chaque famille ». Le couple a une vie tranquille mais il apprécie les divertissements comme Mme Jordan l'écrit à la fin de l'année 1809, « nous aurons une maison joyeuse et remplie pour ce Noël car c'est ce que le duc adore ». Le roi, assez prude, accepte la relation de Guillaume avec l'actrice (même s'il recommande que sa rente soit divisée par deux) et en 1797, il crée le William Ranger de Bushy Park, qui inclut une grande résidence, Bushy House, pour la famille de Guillaume. Guillaume l'utilise comme résidence principale jusqu'à son accession au trône,. Sa résidence londonienne de Clarence House est construite selon des plans réalisés par John Nash entre 1825 et 1827.
Le couple a dix enfants illégitimes, cinq fils et cinq filles, qui reçoivent le surnom de « FitzClarence »,. Leur relation dure vingt ans avant de se terminer en 1811. Mme Jordan n'a aucun doute concernant la raison de cette rupture, « L'argent, l'argent, mon bon ami, a, j'en suis sûre, fait de LUI le plus misérable des hommes » et elle ajoute « avec toutes ses excellentes qualités, ses vertus intérieures, son amour pour ses charmants enfants, que ne doit-il pas souffrir en ce moment ». Mme Jordan reçoit une indemnité de 4 400 £ (environ 261 000 livres de 2011) par an et la garde de ses enfants à condition qu'elle ne remonte pas sur scène. Lorsqu'elle reprend sa carrière pour payer les dettes accumulées par son beau-fils (le mari de l'une de ses filles issues d'une relation précédente), le duc reprend la garde des filles et arrête de payer la pension de 1 500 £ (environ 89 000 £ de 2011). Sa carrière stagne et elle s'enfuit en France pour échapper à ses créanciers. Elle meurt près de Paris en 1816 dans la pauvreté.

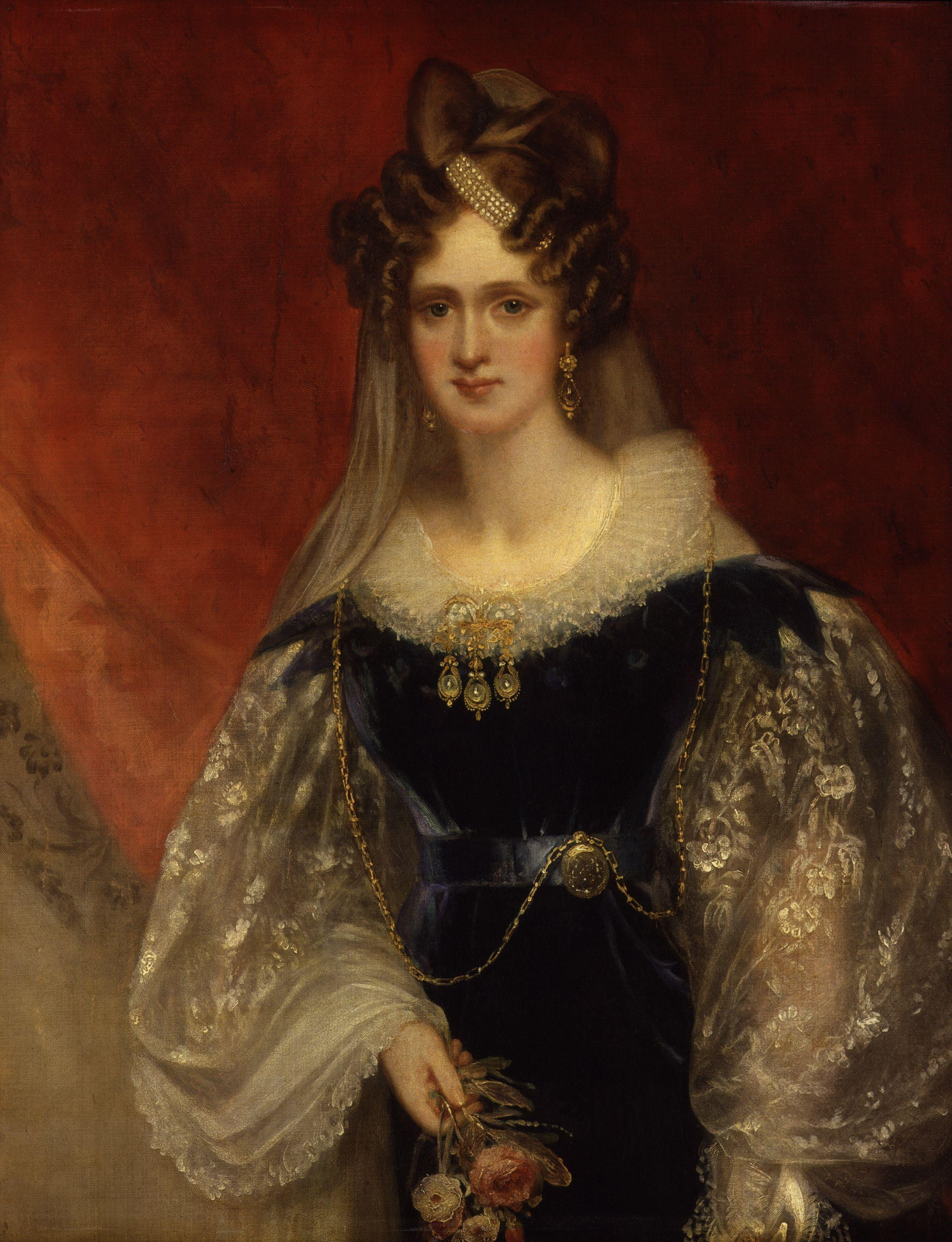
Portrait d'Adélaïde de Saxe-Meiningen réalisé par William Beechey, vers 1831.

Guillaume a eu un autre fils illégitime, Guillaume, avant de rencontrer Mme Jordan et dont la mère est inconnue ; ce dernier se noya près de Madagascar lors du naufrage du HMS Blenheim en 1807. Caroline von Linsingen, dont le père est général dans l'infanterie du Hanovre, avance qu'elle avait eu un fils, Heinrich, avec Guillaume vers 1790 mais Guillaume ne se trouve pas au Hanovre à ce moment et l'histoire est considérée comme peu plausible,.

### Mariage Adélaïde de Saxe-Meiningen
Très endetté, le duc essaye d'épouser une riche héritière mais ses tentatives échouent. Cependant, lorsque la nièce du duc, la princesse Charlotte, la seconde dans l'ordre de succession au trône, meurt en couches en 1817, le roi a douze enfants mais aucun petit-fils légitime. La course est donc lancée entre les ducs royaux pour se marier et fournir un héritier. Guillaume est avantagé car ses deux frères aînés n'ont pas d'enfants et sont séparés de leurs épouses (qui sont probablement trop âgées pour avoir un enfant) et Guillaume est en meilleure santé. S'il vit suffisamment longtemps, il deviendrait certainement roi et aurait la possibilité d'être le père du monarque suivant. Cependant, les premiers choix de mariage de Guillaume sont refusés par son frère aîné le prince-régent, ou les élues refusent de l'épouser. Son jeune frère, Adolphe de Cambridge est envoyé en Allemagne pour chercher d'éventuelles princesses protestantes ; il propose la princesse Augusta de Hesse-Cassel, mais son père, Frédéric de Hesse-Cassel, refuse l'union. Deux mois plus tard, le duc de Cambridge se marie avec elle. Finalement, une princesse accepte avec enthousiasme le mariage et la garde des neuf descendants survivants de Guillaume dont plusieurs sont encore enfants. Guillaume épouse la princesse Adélaïde de Saxe-Meiningen, la fille de Georges Ier de Saxe-Meiningen le 11 juillet 1818. À vingt-cinq ans, Adélaïde est deux fois plus jeune que Guillaume.
Le mariage, qui dure près de vingt ans jusqu'à la mort de Guillaume, est heureux. La nouvelle duchesse prend en charge Guillaume et ses finances. Durant leur première année de mariage, le couple vit en Allemagne et les dettes de Guillaume sont payées par le vote d'un accroissement de son indemnité par le Parlement ; il l'accepte à contrecœur après que ses demandes pour une augmentation plus importante sont refusées. On ne connaît pas d'autres maîtresses à Guillaume,,. Le couple a deux filles qui vivent moins d'un an et Adélaïde fait trois fausses couches.

## Lord-grand-amiral

### Héritier présomptif du trône

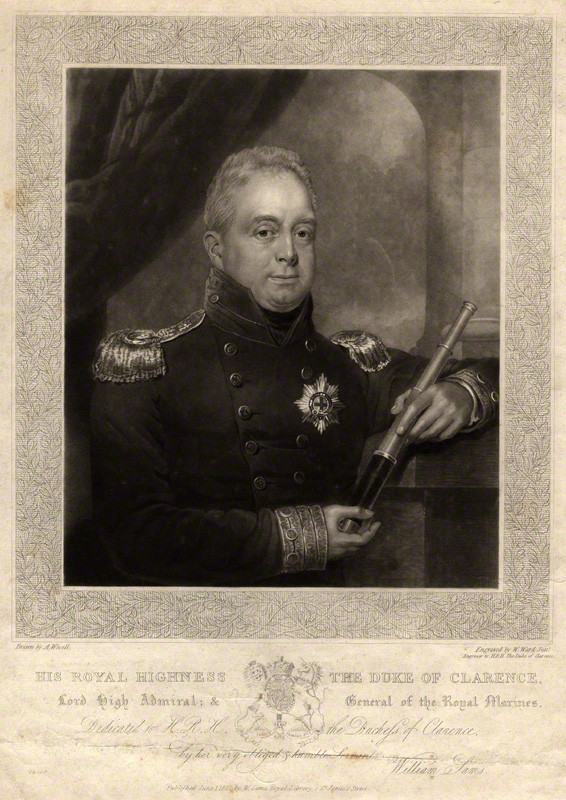
Portrait de Guillaume, alors lord-grand-amiral, réalisé par William James Ward d'après une peinture d'Abraham Wivell publiée pour la première fois en 1827.

Le frère aîné de Guillaume, le prince de Galles, devient prince-régent en 1811 à la suite de la maladie mentale de son père, George III. En 1820, le roi meurt et le prince-régent monte sur le trône sous le nom de George IV. Guillaume est à présent le second dans l'ordre de succession derrière son frère, Frederick d'York. Changé par son mariage, Guillaume marche durant des heures, mange frugalement et la seule boisson qu'il consomme en quantité était de l'« eau d'orge (en) » qu'il agrémente de citron. Ses deux frères aînés sont en mauvaise santé et son accession au trône est considérée comme une simple question de temps. À la mort du duc d'York en 1827, Guillaume, alors âgé de plus de soixante ans, devint l'héritier présomptif. Plus tard dans l'année, le nouveau Premier ministre George Canning nomme Guillaume au poste de lord-grand-amiral. À cette fonction, le duc est souvent en conflit avec son conseil formé d'officiers de l'Amirauté. Le conflit s'achève en 1828, quand Guillaume part avec une escadre de navires pendant dix jours sans informer son conseil de leur destination. À son retour, le roi, par l'intermédiaire du Premier ministre Arthur Wellesley, l'oblige à quitter ses fonctions.
En dépit de ses désaccords avec le conseil, le duc se comporte très bien à ce poste. Il supervise l'abolition de l'usage du chat à neuf queues en guise de punition sauf en cas de mutinerie, tente d'améliorer les standards de l'artillerie navale et impose des rapports réguliers sur l'état et la préparation de chaque navire. Il préside au lancement du premier navire de guerre à vapeur et demande la construction d'autres navires de ce type. La fonction lui permet d'apprendre de ses erreurs et de voir qu'il ne doit agir que sur les conseils de ses collaborateurs,.

### Fin de sa carrière politique
Jusqu'au décès de son frère, Guillaume se préoccupe de sa carrière politique à la Chambre des lords. Il apporte son appui à une loi reconnaissant l'émancipation des catholiques en Grande-Bretagne et en Irlande contre l'avis de son frère cadet, le duc de Cumberland. La santé de George IV se détériore gravement et au début de l'année 1830 sa mort semble inévitable. Le roi convoque Guillaume à la fin du mois de mai et lui déclare « Que la volonté de Dieu soit faite. Je n'ai nui à personne. C'est vous qui devez mener à bien la tâche désormais ». L'affection véritable de Guillaume pour son frère aîné ne peut masquer son excitation à l'idée de devenir roi,.

## Roi du Royaume-Uni

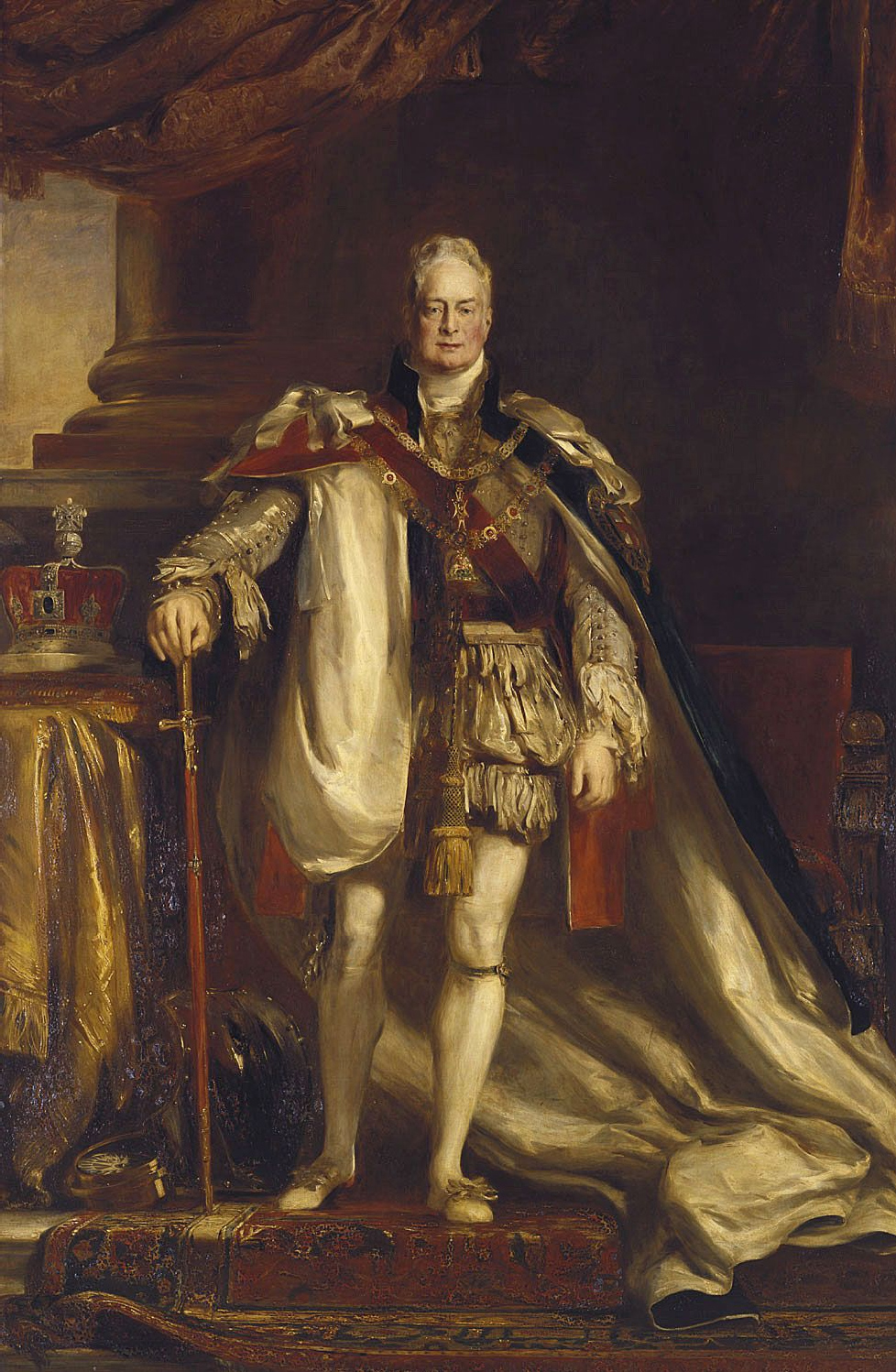
Portrait du roi Guillaume IV en habits de couronnement par David Wilkie, 1832.

### Avènement au trône

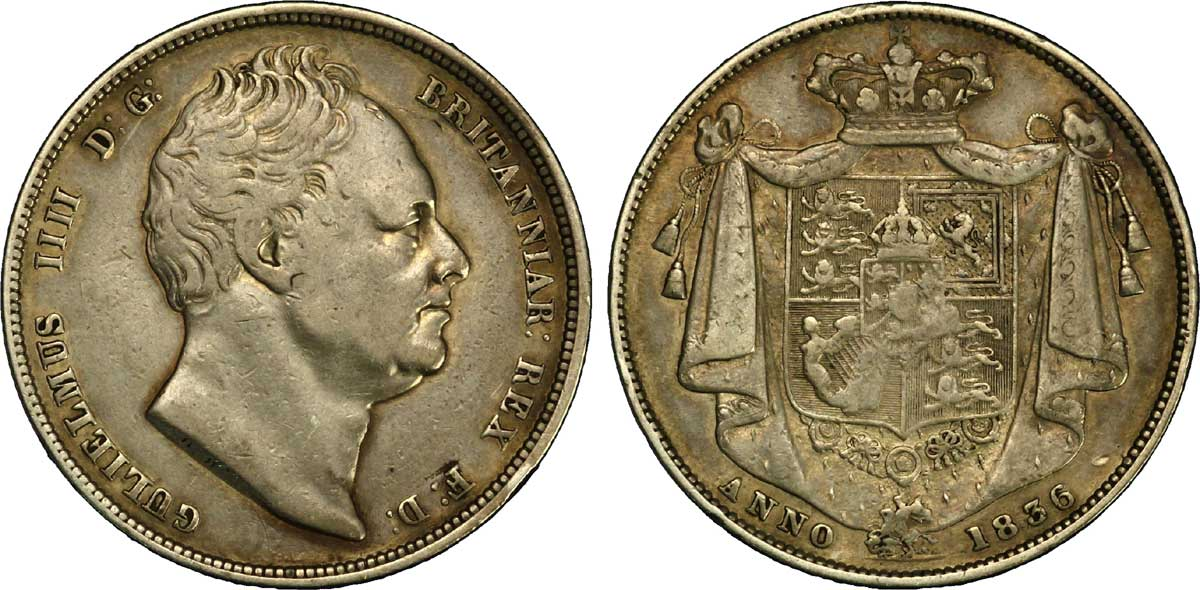
Une demi-couronne à l'effigie de, 1836. Description revers : écu du Royaume-Uni de Grande-Bretagne et d'irlande, dans un manteau couronné.

À la mort de George IV le 26 juin 1830, le duc de Clarence monte sur le trône sous le nom de Guillaume IV ; à l'âge de soixante-quatre ans, il est alors l'héritier le plus âgé à accéder au trône (ce record est battu en 2022 par le roi Charles III qui devient roi à l'âge de soixante-treize ans). À la différence de son extravagant frère, Guillaume est réservé et discret. Par rapport à George IV qui passe la plus grande partie de son règne au château de Windsor, Guillaume est connu, en particulier après son avènement, pour se promener sans escorte dans Londres et Brighton. Jusqu'à ce que la crise de la réforme n'érode son prestige, il était très apprécié de son peuple qui le considérait comme plus pragmatique et abordable que son prédécesseur,.

### Premières années de règne
Le roi se révèle immédiatement être un travailleur consciencieux. Le Premier ministre du roi, le duc de Wellington, avance qu'il avait plus avancé avec Guillaume IV en dix minutes qu'avec George IV en plusieurs jours. Lord Brougham le décrit comme un excellent homme d'affaires qui pose suffisamment de questions pour maîtriser le sujet, alors que George IV n'aimait pas poser des questions de crainte de révéler son ignorance et que George III posait trop de questions et n'attendait pas les réponses.
Le roi fait tout son possible pour se faire aimer de son peuple. Charlotte Williams-Wynn écrit peu après son accession au trône : « jusqu'à présent le roi a été infatigable dans ses efforts pour se rendre populaire et il fait des choses aimables à chaque occasion ». La chroniqueuse Emily Eden note : « il est un progrès immense sur le dernier animal impitoyable, qui mourut en grognant dans son antre à Windsor. Cet homme au moins souhaite faire le bonheur de tous et tout ce qu'il a fait a été bienveillant ».
Guillaume limoge les chefs cuisiniers français et l'orchestre allemand de son frère et les remplace par des Britanniques avec l'approbation du public. Il offre la plus grande partie de la collection de tableaux de George IV à des musées nationaux et il réduit la taille des haras royaux. George IV a entrepris une rénovation importante (et coûteuse) du palais de Buckingham ; son frère refuse d'y habiter et il tente de s'en séparer à deux reprises, la première en le transformant en caserne et la seconde en l'offrant au Parlement après l'incendie du palais de Westminster en 1834. Sa simplicité pouvait être surprenante : quand il se trouvait au Brighton Pavilion, le roi avait l'habitude de demander une liste de leurs clients aux hôtels et d'inviter toutes ses connaissances à dîner en insistant pour qu'ils ne se « soucient pas de leurs vêtements ».
À son accession au trône, Guillaume n'oublie pas ses neuf enfants illégitimes : il élève son fils aîné au titre de comte de Munster et accorde à ses autres enfants la préséance du jeune fils (ou fille) d'une marquise. Malgré cela, ses enfants l'importunent souvent et la presse rapporte que l'« impudence et la rapacité des FitzJordans sont sans équivalents ». Les relations entre Guillaume et ses fils « étaient ponctuées par une série de querelles sauvages et douloureuses, du moins pour le roi » sur des questions d'honneur et d'argent. Ses filles se révèlent néanmoins un atout pour la cour car « elles sont toutes jolies et pleines d'entrain et animent la haute-société d'une manière inaccessible aux véritables princesses ».

### Réforme électorale

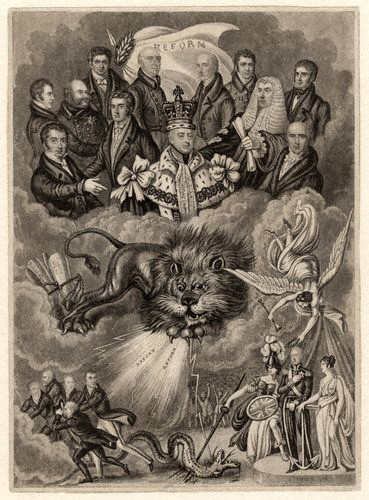
Caricature politique soutenant le Reform Act ; est assis au-dessus des nuages et entouré par les politiciens ; en contrebas, Britannia et le lion britannique poussent les Tories à fuir.

À l'époque, le décès d'un monarque déclenche automatiquement des élections législatives et dans celles de 1830, les Tories de Wellington perdent du terrain face aux Whigs de Charles Grey. Les Tories remportent la majorité des suffrages mais ils restent divisés, et Wellington est battu à la Chambre des communes ; en novembre, Lord Grey forme un gouvernement et promet de réformer le système électoral qui n'a pas évolué depuis le XVe siècle. Il veut en particulier supprimer les excès politiques liés au système des bourgs pourris ; alors que des villes industrielles récentes comme Manchester et Birmingham n'élisent aucun député, un bourg pourri comme Old Sarum en délègue deux pour une population de seulement sept personnes. Ces bourgs pourris sont généralement contrôlés par la haute-aristocratie, et les candidats sont invariablement élus par les électeurs qui sont souvent leurs propres fermiers, d'autant plus que le vote à bulletin secret n'est pas encore utilisé. Les propriétaires terriens qui contrôlent les sièges peuvent même les vendre aux plus offrants.
Lorsque la Chambre des communes rejette la première loi de réforme en 1831, le gouvernement de Lord Grey prese Guillaume de dissoudre le Parlement et d'organiser de nouvelles élections. Initialement, Guillaume hésite à exercer ses prérogatives sur la dissolution du Parlement car les dernières élections remontent à moins d'un an, et le pays est dans un tel état d'excitation que cela pourrait entraîner des violences. Il est néanmoins irrité par la conduite de l'opposition qui annonce son intention de présenter une résolution contre la dissolution à la Chambre des lords. Le 24 juillet, considérant cette résolution de l'opposition comme une atteinte à ses prérogatives et pressé par Lord Grey et ses ministres, Guillaume IV se prépare à aller en personne à la Chambre des lords et à suspendre le Parlement. L'arrivée du monarque mettrait un terme aux débats et empêcherait le passage de la résolution. Lorsqu'on lui dit que ses chevaux ne peuvent pas être prêts aussi rapidement, Guillaume aurait dit « alors nous prendrons un fiacre ! ». L'ensemble est rapidement assemblé et Guillaume se rend immédiatement au Parlement. The Times décrit la scène avant son arrivée : « il est absolument impossible de décrire la scène… Les discours et les gestes violents des nobles Lords… stupéfiaient les spectateurs et affectaient les dames visiblement inquiétées ». Lord Londonderry brandit par exemple une cravache et menace de massacrer les partisans du gouvernement avant d'être retenu par quatre de ses collègues. Guillaume IV met rapidement une couronne, entre dans la Chambre et dissout le Parlement,. L'élection qui suit à la Chambre des communes voit une large victoire des réformateurs mais si la Chambre des communes est clairement en faveur d'une réforme électorale, la Chambre des lords y reste férocement opposée,.
La crise connait une brève pause à l'occasion du couronnement le 8 septembre 1831. Au départ, le roi souhaite se passer de l'ensemble de la cérémonie car il considère que son port de la couronne lors de la suspension du Parlement a répondu aux besoins,. Il est finalement convaincu par les traditionalistes de réaliser la cérémonie mais il refuse de répéter le ruineux couronnement de son frère qui avait coûté 240 000 £ (19,8 millions de livres de 2011) dont 16 000 £ (1,3 million de livres de 2011) uniquement pour louer les joyaux. Sur les instructions de Guillaume, le Conseil Privé ne dispose que de 30 000 £ (2,5 millions de livres de 2011) pour financer l'ensemble de la cérémonie. Lorsque les traditionalistes menacèrent de boycotter ce qu'ils appelaient le « demi-couronnement »,, le roi répondit qu'il prévoyait qu'il y aurait « plus de place et moins de chaleur ».
Après le rejet de la seconde loi de réforme par la Chambre des lords en octobre 1831, quelques manifestations débouchent sur des affrontements violents, appelés les « Émeutes de la Réforme ». Face à l'excitation populaire, le gouvernement de Lord Grey refuse d'accepter sa défaite et représente la loi. Contrecarré une fois de plus par la Chambre des lords, Grey suggère que le roi crée de nouveaux pairs afin d'assurer l'adoption de la loi. Le roi rétorque que même s'il a le pouvoir de créer un nombre illimité de pairs, il en a déjà créé vingt-deux lors de la cérémonie de couronnement. Il accepte néanmoins de créer un nombre suffisant de pairs pour « sécuriser le succès de la loi ». Cependant, le roi, citant les difficultés d'une expansion permanente de la pairie, dit à Lord Grey que les créations doivent être limitées autant que possible aux fils aînés et aux héritiers des pairs existants afin que les pairies créées soient finalement absorbées en tant que tires secondaires. Cette fois, les Lords ne rejettent pas la loi mais commencent à modifier ses principes fondamentaux avec des amendements. Lord Grey et ses ministres décident de démissionner si le roi refusent de créer immédiatement un grand nombre de pairs pour faire adopter la loi dans son intégralité,. Le roi refuse et accepte les démissions. Il tente de restaurer le duc de Wellington au poste de Premier ministre, mais ce dernier n'a pas suffisamment de soutiens pour former un gouvernement et la popularité du roi s'effondre. Il est sifflé en public et de la boue est lancée sur son fiacre. Le roi accepte de renommer Lord Grey et ses ministres et de créer de nouveaux pairs si la Chambre des lords continuent de freiner la réforme. Devant le risque de la création de nouveaux pairs, la plupart des adversaires acceptent de s'abstenir lors du vote du Reform Act 1832 qui entra en vigueur le 7 juin 1832. La popularité de Guillaume remonta car le peuple considérait que ses actions avaient été guidées par son épouse et son frère.

### Politique étrangère
Guillaume se méfie des étrangers, en particulier des Français,, ce qu'il reconnait comme étant des préjugés. Il est également un fervent partisan de l'isolationnisme et il entre en conflit avec son ministre des Affaires étrangères, l'expansionniste Lord Palmerston. Guillaume soutient la révolution belge de 1830 et après que des candidats français et hollandais inacceptables pour les britanniques ont été mis en avant, il favorise le prince Léopold de Saxe-Cobourg et Gotha, le veuf de sa nièce, Charlotte, comme candidat pour le nouveau trône de Belgique.
En dépit de sa réputation d'indélicatesse et de bouffonnerie, Guillaume s'avère être fin et diplomate. Il anticipe que la construction potentielle d'un canal à Suez rendrait de bonnes relations avec l'Égypte vitales pour la Grande-Bretagne. Plus tard dans son règne, il flatte l'ambassadeur américain durant un dîner en regrettant de ne « pas être né en Américain libre et indépendant, preuve de son respect pour la nation dont fut issu George Washington, le plus grand homme qui a jamais vécu ». Il parvient à améliorer les relations anglo-américaines qui ont été profondément endommagées durant le règne de son père.

### Règne en Hanovre
Guillaume IV ne se rend jamais au royaume de Hanovre. Son frère, le prince Adolphe de Cambridge, y joue le rôle de vice-roi depuis le règne de George IV. L'opinion publique en Allemagne considérant que le Royaume-Uni dicte sa politique au Hanovre. En 1832, Klemens Wenzel von Metternich d'Autriche introduit des lois restreingant les mouvements libéraux en Allemagne. Le ministre des Affaires étrangères britannique Lord Palmerston s'oppose à cette politique et il demande à Guillaume de pousser le gouvernement du Hanovre à adopter la même position. Le gouvernement hanovrien est cependant favorable à Metternich et Guillaume refuse d'intervenir. Le conflit entre Guillaume et Palmerston sur le Hanovre s'accroit l'année suivante lorsque Metternich appelle à l'organisation d'une conférence des États allemands à Vienne ; Lord Palmerston veut que le Hanovre décline l'invitation mais le vice-roi, soutenu par Guillaume, accepte.
En 1833, Guillaume signe une nouvelle constitution pour le Hanovre qui renforce la classe moyenne, accorde une influence limitée aux classes inférieures et élargit le rôle du parlement. La constitution est révoquée après la mort de Guillaume par le nouveau roi du Hanovre, son frère, Ernest-Auguste Ier.

### Réformes politiques

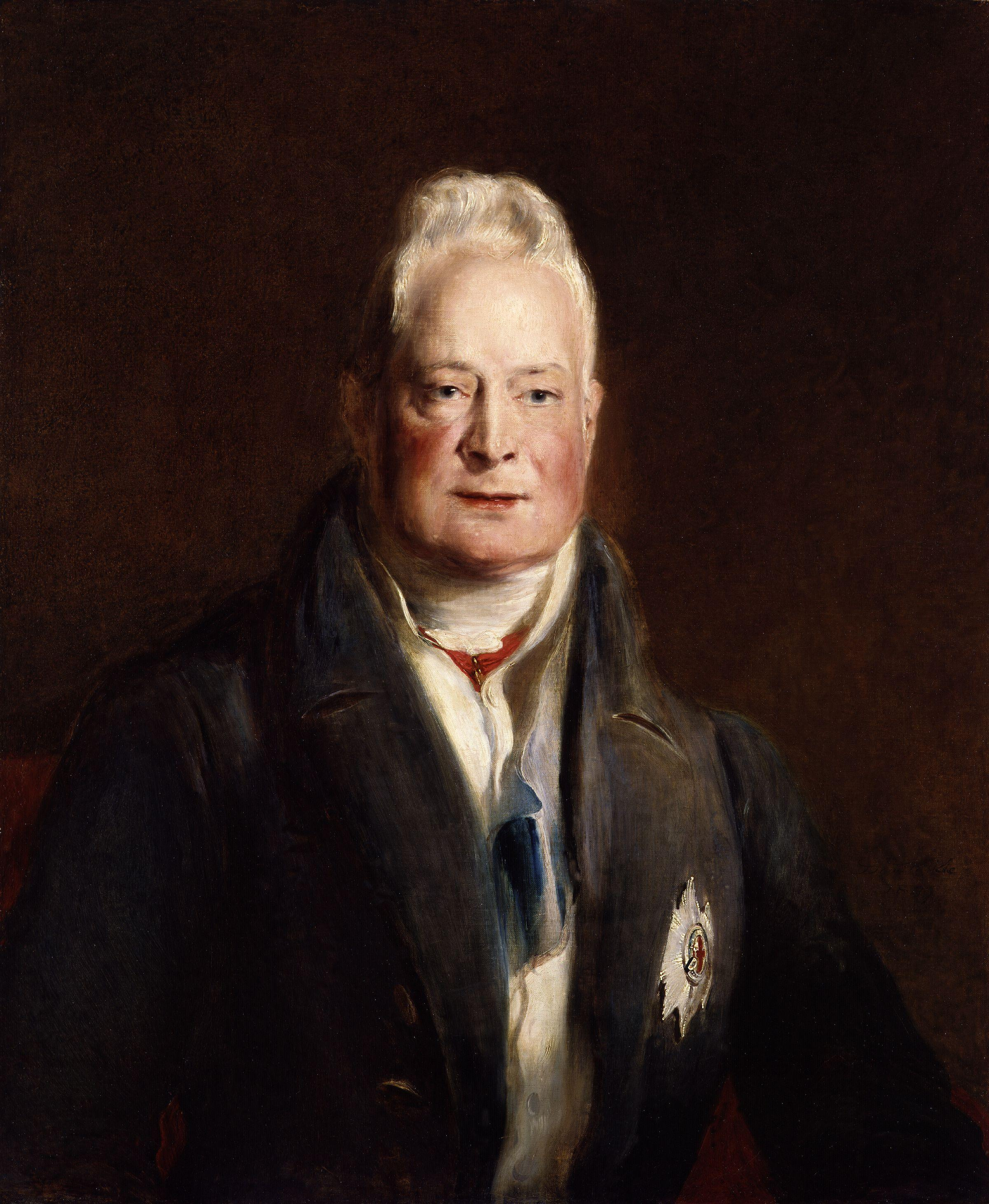
Portrait de réalisé par David Wilkie en 1837.

Après le passage de cette réforme , Guillaume IV n'intervient plus qu'une seule fois en politique, en 1834 lorsqu'il devient le dernier monarque britannique à choisir un Premier ministre contre la volonté du Parlement. En 1834, le gouvernement doit faire face à une impopularité grandissante et Lord Grey démissionne ; le secrétaire d'État à l'Intérieur, Lord Melbourne, le remplace. Ce dernier conserve l'essentiel de l'équipe gouvernementale et son gouvernement reçoit le large soutien de la Chambre des communes. Le roi déteste certains membres du cabinet du fait de leurs politiques radicales. L'année précédente, Grey avait déjà présenté une loi réformant l'Église d'Irlande protestante. L'Église collectait la dîme dans toute l'Irlande, possédait plusieurs évêchés et était riche, mais moins d'un huitième de la population irlandaise appartenait à cette Église. Dans certaines paroisses, il n'y avait aucun membre de l'église, mais il y avait un prêtre payé par la dîme collectée auprès des catholiques et des presbytériens locaux ; cela entraînait des accusations selon lesquelles des prêtres oisifs vivaient dans le luxe aux dépens des Irlandais dans la pauvreté. La loi de Grey prévoit ainsi de réduire le nombre d'évêchés de moitié, d'abolir certaines sinécures et de restructurer le système de dîme. D'autres mesures pour récupérer les revenus de l'Église d'Irlande sont présentées par les plus radicaux du gouvernement dont John Russell. Le roi n'a que du mépris pour Russell et le qualifie de « dangereux petit radical ».
En novembre 1834, le leader de la Chambre des communes et chancelier de l'Échiquier, John Charles Spencer, hérite d'une pairie et passe de la Chambre des Communes à la Chambre des lords. Lord Melbourne doit nommer un nouveau leader de la Chambre et un nouveau chancelier (qui par tradition doit être issu de la Chambre des Communes) mais le seul candidat que Lord Melbourne considère comme convenable était John Russell et ce dernier est rejeté par Guillaume (et d'autres) du fait de ses politiques radicales. Guillaume avance que le gouvernement est irrémédiablement affaibli par le départ de Spencer, qui a auparavant annoncé qu'il quitterait la politique s'il recevait une pairie, comme prétexte pour la démission complète du gouvernement. Sans Lord Melbourne, Guillaume choisit de confier le pouvoir à un Tory, Robert Peel. Comme Peel se trouve alors en Italie, le duc de Wellington est nommé Premier ministre provisoire. À son retour, Peel se voit dans l'impossibilité de gouverner du fait de la majorité whig à la Chambre des Communes. Par conséquent le Parlement est dissous pour organiser des élections. Les Tories remportent plus de sièges qu'en 1832 mais ils restent en minorité. Peel reste en fonctions pour quelques mois mais il démissionne à la suite d'une série de défaites parlementaires. Lord Melbourne redevient alors Premier ministre et le reste jusqu'à la fin du règne de Guillaume, et le roi se trouve forcé d'accepter Russell au poste de leader de la Chambre des communes.

### Dernières années
Le roi a des relations mitigées avec Lord Melbourne. Le gouvernement de Melbourne présente des mesures pour introduire une démocratisation du régime, comme une dévolution des pouvoirs au conseil législatif du Bas-Canada ; le roi s'en inquiète car il craint que cela n'entraîne la perte éventuelle de la colonie. Initialement, le roi s'oppose vivement à ces propositions et il déclare au gouverneur général du Canada, Archibald Acheson : « faites attention à ce que vous faites au Canada… Attention, le Cabinet n'est pas mon Cabinet ; ils feraient bien de faire attention ou par Dieu, je les limogerai ». Lorsque le fils de Guillaume, Augustus Fitzclarence, demande à son père si le roi organiserait une réception lors de la course de chevaux d'Ascot, Guillaume répondit : « je ne peux pas organiser un dîner sans inviter les ministres et je préférerais voir le diable plutôt que l'un d'eux dans ma maison ». Néanmoins, Guillaume approuve les recommandations de réforme du Cabinet. Malgré ses désaccords avec Lord Melbourne, le roi fécilite le Premier ministre pour son acquittement dans l'affaire d'adultère qui l'opposait à Caroline Norton ; il lui interdit de démissionner au début de l'affaire. Les deux hommes finirent par trouver un modus vivendi et Guillaume réalisa que son Premier ministre était bien moins radical que ce qu'il avait craint.

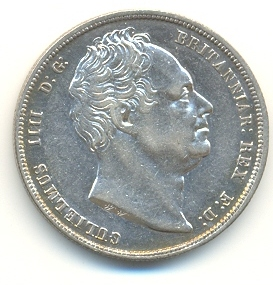
Pièce à l'effigie de, 1836. L'inscription indique GULIELMUS IIII D(EI) G(RATIA) BRITANNIAR(UM) REX F(IDEI) D(EFENSOR) (par la Grâce de Dieu Roi des Britanniques, Défenseur de la Foi).

Le roi et la reine aiment profondément leur nièce, la princesse Victoria de Kent. Leurs tentatives pour forger une relation proche avec la jeune fille sont entravées par les tensions entre le roi et sa mère, la duchesse de Kent. Le roi, irrité par ce qui ressemble à un manque de respect de la duchesse pour son épouse, saisit l'occasion dans ce qui se révéla son dernier banquet d'anniversaire, en juillet 1836, de régler la discorde. S'adressant à l'assemblée, dont la duchesse et la princesse Victoria, Guillaume exprime son espoir de vivre jusqu'à la majorité de la princesse Victoria pour que la duchesse de Kent ne soit jamais régente. Il déclare « Je fais confiance à Dieu pour que ma vie soit épargnée pour neuf mois de plus… Je pourrais alors avoir la satisfaction de laisser l'exercice de l'autorité royale à l'autorité personnelle de cette jeune dame, héritière présomptive de la Couronne et non dans les mains d'une personne maintenant proche de moi entourée par des conseillers malfaisants et elle-même incompétente pour agir avec rectitude dans la situation dans laquelle elle serait placée ». Le discours est si violent que Victoria fond en larmes, tandis que sa mère reste assise en silence et est difficilement persuadée de ne pas partir immédiatement après le dîner. Cet élan de Guillaume contribue certainement à la vision tempérée de Victoria à son égard : « un vieil homme gentil mais excentrique et singulier ». Bien que gravement malade, Guillaume vit jusqu'au mois suivant la majorité de Victoria. Cette dernière écrit alors qu'il mourrait : « Pauvre vieil homme, Je suis désolée pour lui, il était toujours gentil avec moi ».
Guillaume est « très touché et affecté » par la mort en couches de sa fille aînée, Sophia, en avril 1837. Guillaume et son fils aîné, George, ne sont plus en bons termes à ce moment mais Guillaume espère qu'une lettre de condoléances de George permettrait une réconciliation. Ses espoirs ne sont pas comblés et George qui considère qu'il n'avait pas reçu suffisamment d'argent resta amer jusqu'à la fin.

### Mort et succession
La reine Adélaïde reste en permanence auprès de Guillaume mourant, n'allant pas se coucher durant plus de dix jours. Le 20 juin 1837, après une longue agonie, le roi Guillaume IV meurt d'une insuffisance cardiaque au château de Windsor, à l'âge de 71 ans. Comme il n'a aucun enfant légitime, la Couronne du Royaume-Uni passe à la princesse Victoria de Kent, le seul enfant d'Édouard-Auguste de Kent, le quatrième fils de George III. Selon la loi salique, une femme ne peut pas gouverner le Hanovre et la couronne hanovrienne va au cinquième fils de George III, Ernest-Auguste, duc de Cumberland. La mort de Guillaume met donc fin à l'union personnelle du Royaume-Uni et du Hanovre qui existait depuis 1714. Les principaux bénéficiaires de son testament sont les huit enfants qu'il a eus avec Mme Jordan. Bien que Guillaume ne soit pas l'ancêtre direct des souverains ultérieurs du Royaume-Uni, il compte de nombreux descendants connus de par sa famille illégitime avec Mme Jordan, dont le Premier ministre David Cameron, l'auteur et homme d'État Duff Cooper et le duc de Fife, qui épousa la petite-fille de la reine Victoria, Louise.
Le roi Guillaume IV est inhumé en la chapelle Saint-Georges du château de Windsor, le 8 juillet 1837, auprès de ses prédécesseurs.

## Héritage

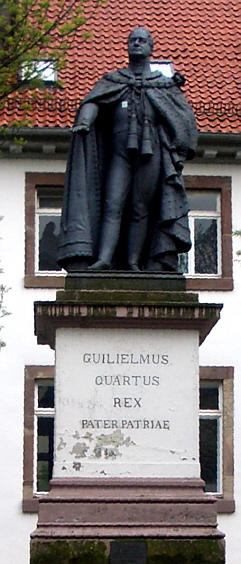
Une statue de à Göttingen en Allemagne.

Le règne de Guillaume IV est court mais mouvementé. L'ascendance de la Chambre des communes et le déclin correspondant de la Chambre des lords est marqué par la Crise de la Réforme au cours de laquelle la menace d'inonder la chambre haute avec de nouveaux pairs est utilisée efficacement pour la première fois par un gouvernement. L'affaiblissement de la Chambre des lords continue au cours du xixe siècle et culmine au xxe avec le passage du Parliament Act de 1911. La menace de créer de nouveaux pairs est également utilisée pour cette loi.
La réduction de l'influence de la Couronne est clairement indiquée par les événements du règne de Guillaume, en particulier la démission du gouvernement de Lord Melbourne et la crise liée à cet événement indique également la réduction de l'influence royale auprès du peuple. Durant le règne de George III, le roi pouvait limoger un ministre, en nommer un autre, dissoudre le Parlement et s'attendre à ce que le peuple vote en faveur de la nouvelle administration. Cela s'est produit en 1784 après la démission de la coalition Fox-North et en 1807 après la démission de William Grenville. En revanche, dans l'élection qui suit la démission de Lord Melbourne, Robert Peel et les Tories ne parviennent pas à remporter une majorité des suffrages. La capacité du roi à influencer l'opinion du peuple et donc la politique nationale est réduite. Aucun des successeurs de Guillaume ne tente de remplacer un gouvernement ou en nommer un autre sans l'accord du Parlement. Guillaume comprend qu'en tant que monarque constitutionnel, il est incapable d'aller contre la volonté du Parlement. Il déclare : « J'ai ma vision des choses et je la présente à mes ministres. S'ils ne l'adoptent pas, je ne peux rien y changer. J'ai fait mon devoir ».
D'importantes réformes sont votées par le Parlement durant son règne dont le Factory Act limitant le travail des enfants, l'Abolition Act émancipant les esclaves dans les colonies et la Poor Law réformant l'aide aux démunis. Il s'attire les critiques des réformateurs qui considèrent que les réformes ne vont pas assez loin et celles des réactionnaires qui considèrent qu'elles vont trop loin. L'interprétation moderne est qu'il ne parvenait pas à satisfaire un extrême ou l'autre car il cherchait un compromis entre ces factions profondément opposées. Néanmoins il se révèle plus compétent que ce que beaucoup avaient supposé,.
Guillaume IV est joué à l'écran par :
- Peter Ustinov dans la série Victoria and Albert (2001) ;
- Toby Jones dans le film Amazing Grace (2006) ;
- Jim Broadbent dans le film Victoria : Les Jeunes Années d'une reine (2009).

## Titres, honneurs et armoiries

### Titres
- 21 août 1765 - 16 mai 1789 : Son Altesse Royale le prince Guillaume-Henri ;
- 16 mai 1789 - 26 juin 1830 : Son Altesse Royale le duc de Clarence et de St Andrews ;
- 26 juin 1830 - 20 juin 1837 : Sa Majesté le roi.

Le titre officiel de Guillaume en tant que roi est « Guillaume IV, par la grâce de Dieu, roi du Royaume-Uni de Grande-Bretagne et d'Irlande, Défenseur de la Foi ». Il est le premier roi du Royaume-Uni à porter le nom de Guillaume même si trois autres monarques d'Angleterre et deux d'Écosse avaient porté ce nom. Son titre au Hanovre est « Guillaume IV, par la Grâce de Dieu, roi du Royaume-Uni de Grande-Bretagne et d'Irlande, etc., et aussi roi du Hanovre, duc de Brunswick et de Lunebourg, etc. »

### Honneurs
- 1770 : chevalier compagnon royal de l'Ordre très noble de la Jarretière (KG) ;
- 1782 : chevalier du très ancien et très noble Ordre du Chardon (KT).
- 1814 : chevalier de l'ordre du Saint-Esprit.

### Armoiries
En tant que fils d'un souverain, Guillaume reçoit le droit d'utiliser les armoiries royales (sans l'écu électoral du quart hanovrien) en 1781 différenciées par un lambel de trois points argent, le point central portant la croix de saint Georges et les deux autres une ancre azur. En 1801, ses armoiries sont modifiées de même que celles des armoiries royales mais les différences restent les mêmes.
Les armoiries utilisées par le roi sont celles des deux royaumes, le Royaume-Uni et le Hanovre superposés : écartelé, 1 et 4, trois lions en pal or (qui est Angleterre), au 2, d'or, au lion de gueules, au double trescheur fleuronné et contre-fleuronné du même (qui est Écosse), au 3, d'azur, à la harpe d'or, cordée d'argent (qui est Irlande) sur le tout tiercé en pairle renversé (qui est Hanovre), 1, de gueules, à deux léopards d'or ; 2, d'or (pour le Brunswick), semé de cœurs de gueules, au lion d'azur (qui est Lunebourg), armé et lampassé du deuxième, brochant sur le tout ; 3, de gueules, au cheval cabré d'argent (qui est Westphalie), harnaché d'or et surmonté de la couronne de la couronne de Saint-Édouard ; brochant sur le tout, de gueules à la couronne de Charlemagne d'or.

Armoiries du duc de Clarence de 1801 à 1830
Armoiries du roi Guillaume IV
Armoiries du roi Guillaume IV (en Écosse)

## Descendance
| Nom                             | Naissance        | Mort             | Notes                                                                    |
| ------------------------------- | ---------------- | ---------------- | ------------------------------------------------------------------------ |
| D'une femme inconnue            |                  |                  |                                                                          |
| William Henry Courtenay         |                  | Février 1807     | Mort noyé au large de Madagascar à la suite du naufrage du HMS Blenheim. |
| Avec Dorothea Bland             |                  |                  |                                                                          |
| George FitzClarence             | 29 janvier 1794  | 20 mars 1842     | Épousa Mary Wyndham ; sept enfants. Se suicida à 48 ans.                 |
| Henry FitzClarence              | 27 mars 1795     | Septembre 1817   | Mort célibataire à l'âge de 22 ans.                                      |
| Sophia FitzClarence             | Août 1796        | 10 avril 1837    | Épousa Philip Sidney ; quatre enfants.                                   |
| Mary FitzClarence               | 19 décembre 1798 | 13 juillet 1864  | Épousa Charles Richard Fox ; sans enfants.                               |
| Lord Frederick FitzClarence     | 9 décembre 1799  | 30 octobre 1854  | Épousa Lady Augusta Boyle ; une fille.                                   |
| Elizabeth FitzClarence          | 17 janvier 1801  | 16 janvier 1856  | Épousa William Hay ; quatre enfants.                                     |
| Lord Adolphus FitzClarence      | 18 février 1802  | 17 mai 1856      | Mort célibataire.                                                        |
| Augusta FitzClarence            | 17 novembre 1803 | 8 décembre 1865  | Mariée à deux reprises ; plusieurs enfants.                              |
| Augustus FitzClarence           | 1er mars 1805    | 14 juin 1854     | Épousa Sarah Gordon ; plusieurs enfants.                                 |
| Amelia FitzClarence             | 21 mars 1807     | 2 juillet 1858   | Épousa Lucius Cary ; un fils.                                            |
| Avec Adélaïde de Saxe-Meiningen |                  |                  |                                                                          |
| Charlotte Augusta Louisa        | 27 mars 1819     | 27 mars 1819     | Morte juste après son baptême à Hanovre.                                 |
| Mort-né                         | 5 septembre 1819 | 5 septembre 1819 | Mort-né à Dunkerque.                                                     |
| Elizabeth Georgiana Adelaide    | 10 décembre 1820 | 4 mars 1821      | Née et morte au palais Saint James.                                      |
| Mort-né                         | 23 avril 1822    | 23 avril 1822    | Mort-né à Bushy Park.                                                    |
| Mort-nés                        | 1824             | 1824             | Deux jumeaux mort-nés à Bushy Park.                                      |